# پولس سام‌شادی

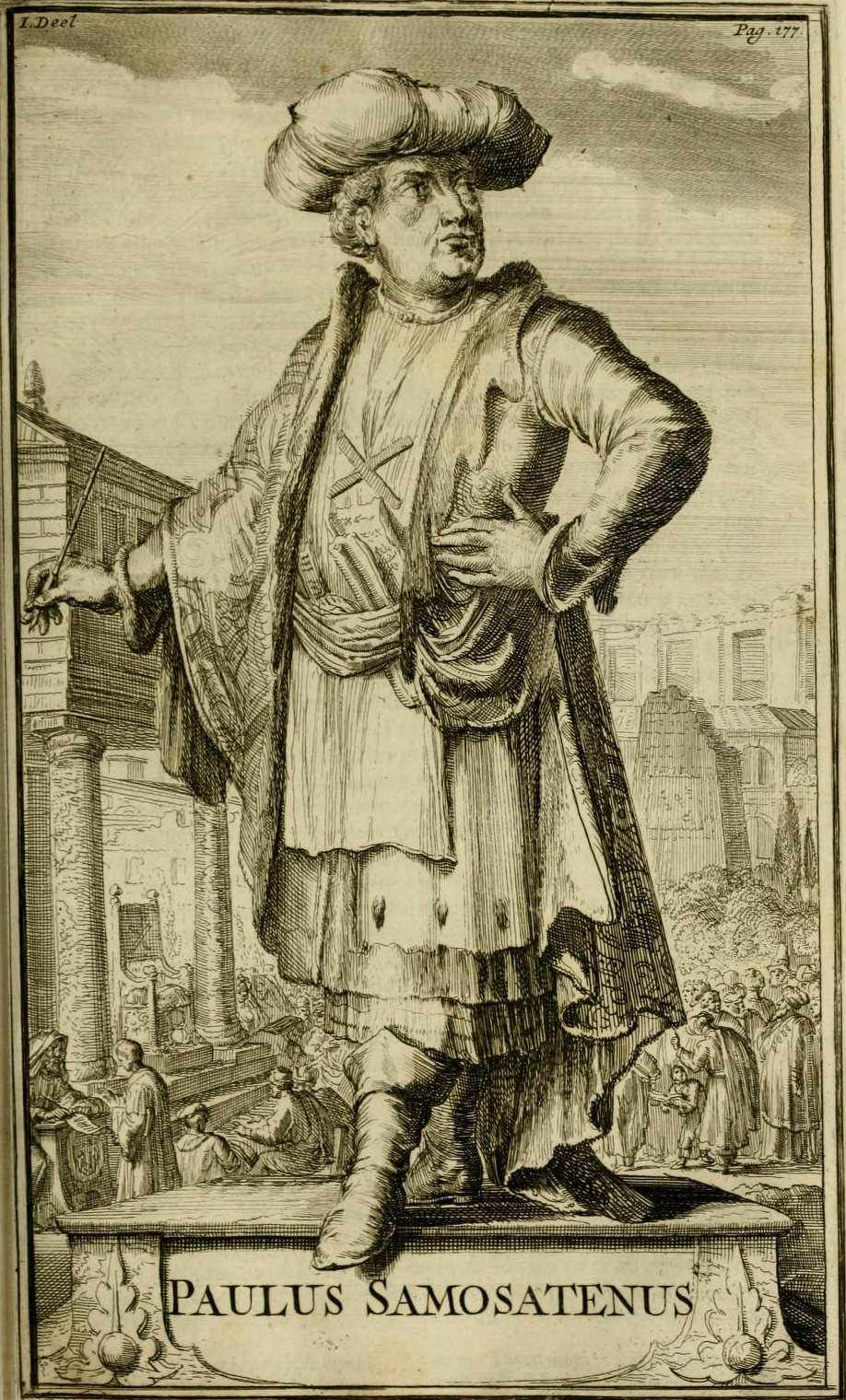
نگاره‌ای تخیلی از پولس سام‌شادی در سال ۱۷۰۱م

پولس سام‌شادی (زبان یونانی: Παῦλος ὁ Σαμοσατεύς، از سال ۲۰۰ تا ۲۷۵ پس از میلاد زندگی می‌کرد) او اسقف انطاکیه از سال ۲۶۰ تا ۲۶۸ و آغازگر بدعتی دینی بود که به نام او پولسی‌گری (پاولیانیسم) نامیده می‌شود. او در زمره سه‌گانه‌ناباوران و معتقد به تک‌وجود بودن خدا بود. آموزه‌های او منعکس کننده فرزندخوانده‌باوری است.

## زندگی
پلس در سام‌شاد در خانواده ای فقیر به دنیا آمد. او در سال ۲۶۰ به عنوان اسقف انطاکیه انتخاب شد..
آموزه‌های تک‌وجودباور او مخالفت شدیدی را در کلیسا برانگیخت. او همچنین به فساد مالی در مقیاس بزرگ متهم شد. ادوارد گیبون او را چنین توصیف می‌کند:
پولس می‌گفت که عیسی یک انسان صرف به دنیا آمد، اما او با لوگوس الهی یا کلام خدا آمیخته شد. از این رو، عیسی را نه به عنوان خدایی که انسانی شده، بلکه به عنوان انسانی که خدایی شده می‌انگاشت.
پلوس یکی از پیشگامان اولیه فرزندخوانده‌باوری بود. گفته می‌شود که پولس‌گرایان ارمنستان به آموزه‌های او پایبند بودند و نام خود را از او دریافت کردند. سوابق تاریخی نشان می‌دهد که پولس‌گرایان بیشتر به خاطر دیدگاه‌های عرفانی و شمایل‌شکنانه‌شان مورد آزار و شکنجه قرار گرفتند تا به دلیل پایبندی به فرزندخوانده‌باوری.
شاگرد پولس، لوسیان انطاکی، تأثیر عمده ای بر آریوس، بنیانگذار آریانیسم داشته‌است.